# Sueglio
Sueglio (Süéi in dialetto valvarronese) è un comune italiano di 154 abitanti della provincia di Lecco in Lombardia, ubicato nella Valvarrone.
Faceva parte dell'antico feudo di Monte d'Introzzo, feudo dei Dal Verme e possedimento degli Sfondrati.
Era stata proposta la sua soppressione attraverso l'accorpamento di quattro comuni della valle (Introzzo, Vestreno, Sueglio e Tremenico), insieme ai quali costituiva l'Unione dei comuni della Valvarrone: la fusione è diventata operativa dal 1º gennaio 2018 soltanto tra i restanti tre comuni che hanno costituito il nuovo comune di Valvarrone.

## Monumenti e luoghi d'interesse

### Architetture religiose

#### Chiesa di San Martino
Originaria del XIV secolo la chiesa di san Martino fu oggetto di numerose trasformazioni nel corso dei secoli successivi, l'ultimo dei quali una ristrutturazione avvenuta nel 1860. Tracce della struttura originaria si riscontrono nella cappella che ospita il battistero. Consacrata nel 1583, internamente la chiesa ospita una serie di dipinti finanziati dalle donazioni degli emigrati suegliesi (specialmente in Veneto e Piemonte); tra le opere spiccano una Madonna del Carmine (1659) e una Madonna del Rosario (1627). L'altarmaggiore, in legno, risale al 1660, mentre il pulpito è del 1687; entrambe le opere furono intagliate dai Fantoni.
Il campanile fu costruito negli anni tra il 1697 e il 1705, e due anni dopo fu dotato di un orologio astronomico.

#### Chiesa di San Bernardino
In origine dedicata alla Madonna delle nevi, la chiesa di San Bernardino risale al XVI secolo ma fu rimaneggiata più volte nel corso del tempo.  Durante il restauro del 1967 venne riportata alla luce una moneta del XI secolo. 
Internamente, oltre a un altare tardocinquecentesco in legno, la chiesa ospita una rara statua di santo Sfirio.

### Architetture civili e militari
Sueglio conserva alcune abitazioni in stile barocco.
Inoltre, ai Roccoli di Artesso si trovano alcune opere architettoniche facente parti della Frontiera Nord.

## Società

### Evoluzione demografica
- 285 nel 1771
- 273 nel 1805
- 1 009 dopo annessione di Introzzo, Tremenico e Vestreno nel 1809
- 481 nel 1853
- 540 nel 1859

Abitanti censiti

## Geografia antropica

### Frazioni

#### Sommafiume
Questa frazione è abitata da soli tre abitanti; il luogo diventa importante a livello turistico d'estate, attirando turisti da tutta la provincia di Lecco.

#### Artesso
Chiamata anche Roccoli d'Artesso, è importante a livello turistico nel periodo estivo: vi è infatti un famoso rifugio. Nel mese di agosto si svolgono dei tradizionali giochi nel laghetto.